# 2-й Новопівнічний провулок (Житомир)
2-й Новопівнічний провулок — провулок в Богунському районі міста Житомира.     

## Характеристики
Розташований у північно-західній частині Старого міста. Бере початок з Новопівнічної вулиці, завершується перехрестям з Винокурним проїздом. Прямує на північ, затим повертає на захід та знову на північ. Фактично завершується кутком перед садибою № 18.             

Забудова провулка — садибна житлова.

## Історія
До 1958 року провулок відомий як Північна вулиця, оскільки був початком цієї вулиці. Адресація будівель Північної вулиці здійснювалася із заходу на схід, починаючи з нинішнього 2-го Новопівнічного провулка, у якому знаходилися садиби № № 1 —7, 2 —6 вулиці Північної.        
У 1958 році Північній вулиці надано назву Новопівнічна. Оскільки на південь від початку цієї вулиці сформувалася нова ділянка вулиці, старому початку Новопівнічної вулиці, що був вузьким провулком, дали нову назву — 2-й Новопівнічний провулок.       
Траса і забудова більшої частини провулка сформувалися до початку ХХ ст.
На початку XX ст. провулок, що був початком тодішньої Північної вулиці, доходив до садиби під нинішнім № 16, де завершувався кутком, впираючись в сади, що розкинулися до Винокуренного провулка.
Після Другої світової війни на вільних від забудови землях, що раніше використовувалися як сади й рілля, сформувалася забудова кінця провулка (садиби №№ 18 —22).        